# Wszystko, czego dziś chcę
Wszystko, czego dziś chcę è il singolo di debutto della cantante pop rock polacca Izabela Trojanowska. Il singolo è stato pubblicato nel 1981 dall'album Iza. La canzone è stata commercializzata sotto l'etichetta Tonpress.

## Cover di Barbara Hetmańska
Wszystko, czego dziś chcę è il singolo di debutto della cantante dance polacca Barbara Hetmańska. È una cover della versione originale di Izabela Trojanowska.